# Escut de Nova Rússia
L'actual escut d'armes de l'Estat Federal de Nova Rússia (Novorrúsia o Rússia Nova) fou adoptat en 2014.

## Escuts estatals d'armes
Cadascun dels estats membres també han tingut el seu propi escut d'armes nacional.

## República Popular de Donetsk

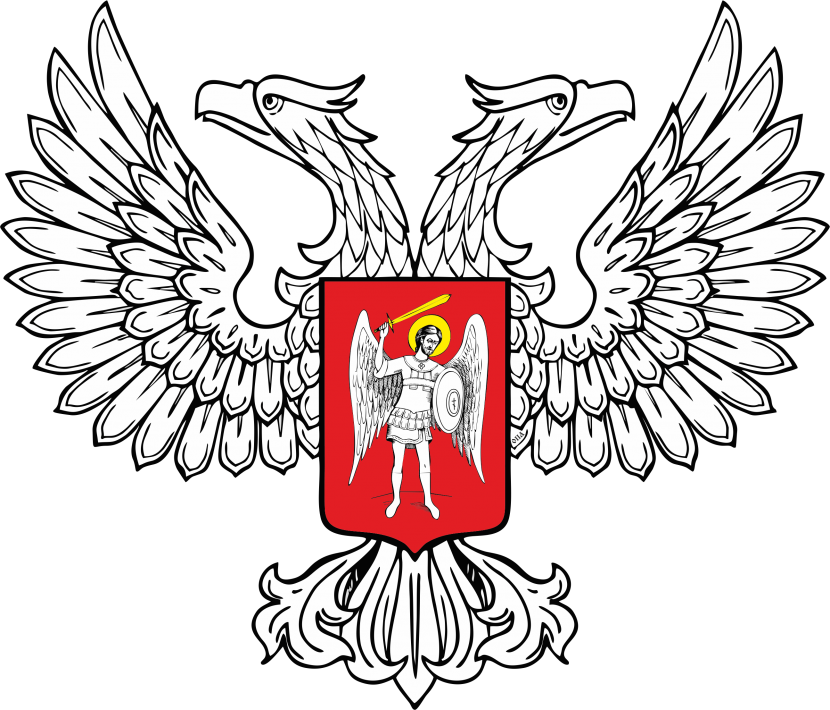
Escut d'armes actual de la República Popular de Donetsk
Antic escut d'armes de la República Popular de Donetsk

## República Popular de Luhansk

Escut d'armes actual de la República Popular de Luhansk (des del 29 d'octubre de 2014)[1]
Antic escut d'armes de la República Popular de Luhansk (juny-juliol de 2014)

## Escuts d'armes similars

Escut d'armes de l'Hetmanat cosac
Escut d'armes de l'Estat Ucraïnès